# Prácticas de sí
Las «prácticas de sí» de Michel Foucault son aquellas prácticas que tienen a uno mismo como sujeto y objeto. Para Foucault la experiencia se forma a través de las prácticas subjetivas, así los sujetos son el correlato de dichas prácticas, y una variación en ellas tendrá un efecto en la formación el propio sujeto. Cuando se inicia una nueva práctica, se está ampliando el campo de la experiencia. Por ello las nuevas prácticas, que pueden ser tanto en el discurso como en las conductas, de una sola persona o en forma de movimientos (como el feminista, el homosexual,…), van transformando al individuo, cambiando las reglas por las que se rige y creando una nueva forma de subjetivación.
Foucault usa el término prácticas de libertad para referirse a las prácticas de sí que sirven para autoconstituirse, porque a través de ellas el sujeto se forma activamente a sí mismo. En esta autoconstitución estas prácticas siempre estarán reguladas por la aceptación o el rechazo, la reproducción o la creación dentro de cada contexto. Cuando Foucault habla de las prácticas de sí pone mucho énfasis en el contexto, ya que dependiendo del momento histórico y el entorno cultural las prácticas que se llevarán a cabo serán muy diferentes. Así la forma en con la cual nos reconocemos y construimos como sujetos es muy diferente entre las diferentes épocas de la historia. Por ello Foucault establece dos formas de subjetivación dentro del ámbito moral: 
- La moral orientada al código: consiste en un sometimiento a la norma, se trata de encauzar las prácticas limitando el proceso de subjetivación mediante sanciones y culpas. Así se extiende a todos los dominios del comportamiento y puede imponer modos de conductas.
- La moral orientada a la ética: en este tipo el límite se desdibuja y se le traspasa al propio individuo la responsabilidad de convertirse en un sujeto moral. Al haber un código tan débil el sujeto debe crear sus propias conductas, y es aquí donde las prácticas de sí juegan un papel importante, porque son los individuos que activamente se crean a sí mismos.

Estos dos modelos propuestos tienen una contraposición muy marcada, ya que mientras el primero actúa mediante la sumisión sin dar espacio a la posibilidad de cuestionarse el tipo de prácticas a llevar a cabo, puesto que las verdades que promueve este modelo son obligatorias; el segundo anima al sujeto a realizar la búsqueda de sus propios valores.
La adquisición de las prácticas está regulada por la retroalimentación que reciben al llevarlas a cabo, en concordancia con los deseos y aspiraciones subjetivas, y las demandas y exigencias de orden social. Nuestros deseos y placeres están influenciados por los objetivos sociales y políticos, así los códigos de la sociedad se muestran de forma seductora y similares a los intereses subjetivos para que los individuos se identifiquen con ellos. De esta manera los códigos que se eligen son aquellos que están vinculados a producir sujetos funcionales a un determinado orden social o político. La presencia del poder político y social en la creación de la identidad se ve en este apartado, ya que surge un conflicto y una dificultad para poder diferenciar entre lo que se considera elegido libremente, y lo que el poder ha impuesto. Por ello, según la teoría de Foucault se consideran las prácticas de sí aquellas que cuestionan los códigos y rechazan aquellas que los confirman.